# Фуга
 Тази статия е за музикалния термин.  За термина от строителството вижте Фуга (строителство).  
Фуга (от латински: fuga, „бягство“, „надпревара“) е най-висшата имитационна полифонична форма, при която строгите изисквания за разпределение на тематичния материал между гласовете, принципите на единството в тематизма и развитието на експозиционните тонални съотношения и др. се съчетават със свободен избор на полифонични средства и контрапунктична техника.
Фугата е самостоятелно или част от цикличното произведение „Прелюд и фуга“.

## Исторически предпоставки за появяването на фугата
Фугата е най-висшата форма на имитационния стил и една от жизнените форми в музикалната практика от края на ХVI в. до днес.
Причините могат да се обяснят както с присъщи на нея средства за постигане на тематично единство, така и с безкрайните възможности за проява на всяка контрапунктична техника, основана на едно закономерно логическо развитие.
Отначало под влияние на старинните форми, като ричеркар, канцона, кача и пр., тя е строфическа, съставена от отделни дялове форма, всеки дял е отделна тема. В наличност са много „теми“, но ни една не притежава тази образност, релефност и художествено-музикално съдържание, които качества вече в ХVII и ХVIII в. ще се проявят пропорционално с намаляване броя на фуговите теми: една, по-рядко две и три.
Старинната техника на периодично свързване на имитационните дялове пречи също и за една единна цялостна постройка на фугата като форма.
Все още съществуват имитационното композиционно мислене с импровизационното, които вече в началото на ХVIII в. ги виждаме разделени на две съставни форми: „Прелюд и фуга“, „Токата и фуга“, „Фантазия и фуга“.
Успоредно с развитието на инструменталната музика, ХVII в. донася и усъвършенстването на фугата като музикална форма най-вече чрез творчеството на композитори, предимно органисти, като Фрескобалди, Фробергер, Пахелбел, Букстехуде и др. Истинско оформяне на фугата в този вид, в който е обект на изследване от музикалната наука полифония, но и въз основата на който тя е развила и продължава да се развива до наши дни, е постигнатото в творчеството на Йохан Себастиан Бах и Хендел – първата половина на ХVIII в. Може смело да се каже, че един от най-добрите учебници по фуга са двата тома „Добре темперирано пиано“ на Й. С. Бах, в които се съдържат 24 прелюдии и фуги във всички мажорни и минорни тоналности.

## Структура на фугата
Въпреки своята единност и монолитност, развитието на фугата се подчинява до голяма степен на общите закономерности и основни принципи в музикалната форма, които все повече се осъзнават и установяват в епохата на бароковото изкуство (ХVII – ХVIII в.)
Обособяват се три дяла, три момента на развитие, всеки със своята функция и закономерности на развитие: експозиция, реперкусио и заключителен дял. Тяхната различна относителна един спрямо друг големина, честото преливане един в друг поради липсата на очертаващи дяловете каденци, тяхната бифункционалност – в единия дял намираме типични за съседния черти, не ни позволяват фугата да бъде определяна като триделна форма, т.е форма с такава обособена тричастност, каквито са триделните форми от ХIХ или триделната особеност на сонатната форма.

### I дял – Фугова експозиция
Основната задача на фуговата експозиция е да проведе последователно фуговата тема във всички гласове. Заедно с темата се експонират в определена последователност и останалите фугови елементи.

#### Фугови елементи и тяхното устройство
- Фуговата тема, наречена още дукс (лат. dux – вожд, водач), е изразителна, тонално определена с характерни и специфични за нейното устройство черти музикална мелодическа мисъл. Тя започва обикновено от I или V ст., не се отличава с голяма дълбочина и диапазон, напр. във фугите на Й. С. Бах дължината рядко надхвърля 4 такта, а диапазонът – октава. Качеството да се запомня и лесно откроява в музикалната тъкан се постига чрез характерни мелодически последования, като скокове, умалени и увеличени интервали, ритмични фигурации. Много фугови теми съдържат вътрешен контраст в структурата си. Обикновено към втората си част те носят вида и характера на фуговото движение.
- Кодет (кодета, умаленително от ит. codetta – опашка) незадължителен фугов елемент. Кратко, около половин – един такт построение, което е продължение на темата (дукс) и подготвя нейната имитация от следващия глас.
- Отговор – имитацията (риспостата) на дукса, наречен още комес (лат. Comes – спътник). Той се строи в доминантовата тоналност чрез реална или тонална имитация. Най-често отговорът е в съседен глас.
- Противосложение (контрапункт). По функция фуговото противосложение не се отличава от тези на другите полифонични форми при тяхното имитационно встъпление на гласовете. Но при фугата, то не само носи полифоничния контраст, не само изяснява темата в мелодико – ритмично и тонално отношение, но и тематически я допълва.
- Малка интермедия (лат. inter media – между средата) сравнително кратко двугласно, вмъкнато построение, тематически извлечено от елементите преди него, най-често изградено секвенционно. Малката интермедия е също като кодета незадължителен елемент от фуговата експозиция – в някои фуги липсва. Нейната задача е да се възвърне основната тоналност, след като при комеса е звучала доминантовата, и да подготви встъплението на тоника в третия глас.[1]

Закономерности на фуговата експозиция
- Всеки глас независимо от техния брой, стъпва с тема и с редки изключения не прекъсва своето движение, докато тя не се експонира в последния от встъпващите гласове. В резултат се получава постепенно израстване по отношение плътността на строежа – отначало се слуша едноглас, после двуглас, триглас и т.н.
- Постепенно увеличаване обема на звукореда се постига като всяко ново встъпление на гласовете звучи като външен глас.
- Тонико-доминантовият ред на встъпленията, което се изразява в последователността дукс-комес-дукс-комес и т.н. В резултат експозицията на двугласната фуга ще завърши на доминанта (дукс – комес) тригласната на тоника (дукс-комес-дукс), четиригласната отново на доминанта.[1]

### II дял – Реперкусио
Средният дял на фугата се нарича реперкусио (лат. Repercussio – отразявам, отзвук). Той се състои от неопределен брой провеждания на темата в различни гласове, наречен дурхфюрунги (нем. Durchfuhrung – изпълнение, осъществяване, провеждане), свързани с интермедии.
Развитето на фугата като форма е тясно свързана с вложеното съдържание в реперкусиото и зависи от:
- тоналния план;
- видовете дурхфюрунги;
- устройството на фуговите интермедии;
- използваните полифонични средства и степента на тяхната сложност;
- нова тематика.[1]

Тоналният план на фугата в общи линии е като класичските форми от XVII – ХIX в. Т – D – S – T.
Отначало реперкусиото започва най-често в паралелната основна тоналност или в доминантовата. В своето развитие то преминава през различни близки тоналности, като едва към своя край допуска отклонение или дурхфюрунги в субдоминантовата тоналност. За разлика от сонатната форма в реперкусиото винаги може да се възвърне дурхфюрунгът в основната тоналност.
Дурхфюрунгите биват:
- непълни – когато темата прозвучава единично, откъснато между две интермедии;
- пълни – непосредствено провеждане на темата и нейната доминантова имитация (дукс – комес) в дадена тоналност;
- в производни образи – напр. в огледално движение (огледален дурхфюрунг), в увеличение, видоизменен;
- стреттни – когато се използват възможностите фуговата тема да се имитира в стретна имитация.[1]

#### Устройство на фуговата интермедия
Фуговите интермедии са преходни построения – те свързват два съседни дурхфюрунга в различни тоналности.
Тяхната дължина е обикновено 3 – 4 такта. Построени най-често като секвенции, те рядко носят нова тематика под формата на ново движение. В повечето от случаите, както малката интермедия, те използват тематиката на фуговите елементи.
Особена роля на фуговото развитие играе първата интермедия, наречена голяма интермедия, за разлика от малката интермедия в експозицията, която свързва експозицията с контраекспозицията или първия дурхфюрунг на реперкусиото.
Освен преходни интермедии има заключителни интермедии, които водят до каденца в определена тоналност. В реперкусиото, където много се използват дурхфюрунги в стретна имитация, значението на фуговите интермедии е намалено. Те или са съвсем кратки, половин – един такт, или въобще липсват.
Към края на реперкусиото интермедията може да донесе кулминация.
Във фугата като най-висша полифонична форма винаги може да намери място всяко полифонично средство: от сложния контрапункт и имитацията, производните тематични образи до различните форми на каноническата техника.
Много често в реперкусиото може да се прибавят построения, които спрямо експонираната от фуговите елементи тематика да се окажат нови.

### III дял – Заключителна част на фугата
Най-често началото на третата, заключителната част на фугата не е ясно очертано. Обикновено явление е отсъствието на каденца, доминантово напрежение или реприза на темата, чрез които то може да се определи. В резултат на което се осъществява едно преливане на реперкусиото в заключение. Белезите, по които се съди в тези случаи за заключителната част на фугата, са следните:
- Тоналният – прозвучаване на субдоминантовата или основната тоналност чрез интермедии или дурхфюрунг.
- Построението, което следва след евентуална кулминация.
- Репрезиране на първата голяма интермедия в основната тоналност. Последната често е в обращение (вариант).
- Доминантов оргелпункт.

Най-типичният и специфичен за фугата начин за начало на заключителния дял е т.нар. стрето: стретен дурхфюрунг от всичките или почти всичките гласове в основната тоналност.
Стретна имитация може да бъде тонико-доминантова или на друг интервал, например октава.
По структура стретото отговаря на динамизираната реприза в сонатната форма.
В стретото темата може да бъде незначително изменена.

## Видове фуги
Фугите биват:
- Според броя на гласовете: двугласни, тригласни, четиригласни, петгласни и рядко повече гласове.
- Според предназначение: инструментална (за пиано, орган, отделен музикален инструмент – солови или със съпровод, оркестър) и вокална. Вокалното изпълнение също може да бъде а капела или съпровод на оркестър.
- Според броя на темите: прости – с една тема и сложни – с две или три теми. При сложните фуги контрастът между темите (първа – втора, или първа – втора – трета) е много по-голям, отколкото тема – противосложение. Тук общ закон е контрапунктичното съчетание на темите, независимо от момента и начина на тяхното експониране.
- Стретна фуга – при нея всичките ѝ дурхфюрунги са стретни.
- Хорална фуга – с вмъкната в нея хорална мелодия и др.
- Проста двугласна фуга – нейното написване е по-скоро с учебна цел: във възможно най-сбито музикално изложение учащият да се запознае аналитично или дори практически с основното устройство на фугата. Простата двугласна фуга е близка до фугетата.[1]